# Joannès-Seyve 23-416
 Joannès-Seyve 23-416 ist eine Weißweinsorte. Es handelt sich um eine interspezifische Neuzüchtung zwischen den Sorten Bertille-Seyve 4.825 und Seibel 7073. Die Kreuzung der Hybridrebe erfolgte durch den Franzosen Joannès Seyve aus der Züchter-Familie Seyve-Villard, deren Betrieb in Bougé-Chambalud im Département Isère lag. Das genaue Datum der Kreuzung ist unbekannt. Die Verbreitung der Sorte erfolgte jedoch einer Gewohnheit des Züchters folgend sehr viel später. Joannès Seyve hat keine Unterlagen der Kreuzung hinterlassen, so dass die Abstammung nicht hundertprozentig sicher festgestellt ist.  Durch den Einfluss der Elternteile besitzt die Rebsorte die Gene der Wildreben Vitis vinifera, Vitis riparia, Vitis rupestris, Vitis aestivalis, Vitis cinerea und Vitis lincecumii.
Nachdem die Sorte im Heimatland Frankreich keine Rolle mehr spielt, sind nur noch kleinere Bestände in Kanada bekannt.
Die Rebsorte wurde zur Entwicklung der Neuzüchtungen Prior und Traminette eingesetzt.
Siehe auch die Artikel Weinbau in Frankreich und Weinbau in Kanada sowie die Liste von Rebsorten.
Synonyme: J.S. 23416 oder J.S. 23-416, Joannes Seyve 23414, Johannès Seyve 23-416
Abstammung: Bertille-Seyve 4.825 x Seibel 7073

## Ampelographische Sortenmerkmale
In der Ampelographie wird der Habitus folgendermaßen beschrieben:
- Die Triebspitze ist offen. Sie ist sinnwebig behaart und blass grünlich gefärbt.
- Die mittelgroßen Blätter sind fünflappig und tief gebuchtet. Die Stielbucht ist Lyren-förmig offen. Das Blatt ist spitz gesägt.
- Die große Traube ist leicht geschultert, groß und lockerbeerig. Die leicht ovalen Beeren sind klein und von rosé – weißlichen  Farbe.

Die Rebsorte reift ca. 5–6 Tage nach dem Gutedel und gilt somit international gesehen als früh reifend.